# Варламов Сергій Володимирович
Сергій Володимирович Варламов (нар. 21 липня 1978, м. Київ, СРСР) — український хокеїст, лівий нападник, хокейний функціонер.
У складі національної збірної України провів 46 матчів (9 голів, 14 передач), учасник зимових Олімпійських ігор 2002, учасник чемпіонатів світу 2000, 2003, 2004, 2005, 2008 (дивізіон I), 2009 (дивізіон I) і 2010 (дивізіон I). 
Провів 63 матчі в Національній хокейній лізі у складі «Калгарі Флеймс» і «Сент-Луїс Блюз».

## Клубна кар'єра
У сезоні 1994—1995 у віці 16 років дебютував у Головній юніорській хокейній лізі Квебеку за «Нельсон Мейпл-Ліфс». Наступний сезон 1995—96 провів у Західній хокейній лізі за «Свіфт-Каррент Бронкос». 18 вересня 1996 року як вільний агент підписав контракт з «Калгарі Флеймс». У своєму другому сезоні за «Бронкос» закинув 46 шайб, а в третьому сезоні закинув 66 і став лідером ліги за кількістю очок — 119. У сезоні 1997—98 Варламов зіграв лише одну гру в Національній хокейній лізі у складі «Флеймс». За підсумками сезону його назвали Гравцем року у Канадській хокейній лізі.  
Наприкінці сезону 1997—98 перейшов до фарм-клубу Калгарі — «Сент-Джон Флеймс» з Американської хокейної ліги для участі в серії плей-оф. Сезон 1998—99 він провів повністю в АХЛ, закинувши 24 шайби і набравши 57 очок. У сезоні 1999—00 провів за «Калгарі Флеймс» 7 ігор і закинув три шайби. Потім сезон провдовжив за «Сент-Джон Флеймс»в АХЛ, закинувши 20 шайб і набравши 41 очко. Сезон 2000—01 знову провів у нижчій лізі. У регулярному чемпіонаті він зіграв 55 матчів, в яких закинув 21 шайбу, віддав 30 передач, набравши 51 очко. У 19 матчах серії плей-оф Варламов закинув 15 шайб і набрав 23 очки, а «Флеймс» здобули свій перший Кубок Колдера в історії клубу.
23 червня 2001 року «Калгарі» обміняли Варламова разом із Фредом Бретвейтом і Деніелом Ткачуком до «Сент-Луїс Блюз» на Романа Турека. У «Блюз» Варламов отримав шанс регулярно виступати в НХЛ. У сезоні 2001—02 зіграв 52 матчі, в яких закинув 5 шайб і набрав 12 очок. Втім, через наявність великої кількості форвардів у команді він грав у четвертій ланці, а іноді виступав в АХЛ за фарм-клуб «Вустер Айскетс». У сезоні 2002—03 за «Сент-Луїс» зіграв лише три матчі в НХЛ. Однак цей сезон став найрезультативніший для нього в АХЛ; за «Айскетс» закинув 23 шайби і набрав 61 очко.
Першу половину сезону 2003—04 провів в «Айскетс». 9 березня 2004 року «Блюз» обміняли Варламова до «Ванкувер Канакс» на Раєна Ріді. Другу половину сезону провів в АХЛ у фарм-клубі «Канакс» «Манітоба Мус». По завершенні сезоні 13 червня 2004 року Варламов як вільний агент підписав контракт з казанським «Ак Барс».

## Кар'єра в збірній
У складі національної збірної України провів 46 матчів (9 голів, 14 передач), учасник зимових Олімпійських ігор 2002, учасник чемпіонатів світу 2000, 2003, 2004, 2005, 2008 (дивізіон I), 2009 (дивізіон I) і 2010 (дивізіон I). 

## Кар'єра функціонера
З 28 листопада 2021 року працює генеральним директором Хокейної Суперліги України.

## Досягнення
- 1998 — Трофей Боба Кларка
- 1998 — Гравець року КХЛ (Канадська хокейна ліга)
- 1998 — Перша команда усіх зірок Канадської хокейної ліги
- 2001 — Кубок Колдера
- 2009 — Кубок Шпенглера
- 2013 — Континентальний кубок
- 2013 — Чемпіон України
- 2016 — Чемпіон України

## Статистика

### Клубні виступи
| Сезон        | Клуб                    | Ліга         | Регулярний сезон | Регулярний сезон | Регулярний сезон | Регулярний сезон | Регулярний сезон | Плей-оф | Плей-оф | Плей-оф | Плей-оф | Плей-оф |
| Сезон        | Клуб                    | Ліга         | І                | Г                | П                | О                | ШХ               | І       | Г       | П       | О       | ШХ      |
| ------------ | ----------------------- | ------------ | ---------------- | ---------------- | ---------------- | ---------------- | ---------------- | ------- | ------- | ------- | ------- | ------- |
| 1995–96      | «Свіфт-Каррент Бронкос» | ЗХЛ          | 55               | 23               | 21               | 44               | 65               | —       | —       | —       | —       | —       |
| 1996–97      | «Свіфт-Каррент Бронкос» | ЗХЛ          | 72               | 46               | 39               | 85               | 94               | 10      | 3       | 8       | 11      | 10      |
| 1996–97      | «Сент-Джон Флеймс»      | АХЛ          | 1                | 0                | 0                | 0                | 2                | —       | —       | —       | —       | —       |
| 1997–98      | «Свіфт-Каррент Бронкос» | ЗХЛ          | 72               | 66               | 53               | 119              | 132              | 12      | 10      | 5       | 15      | 28      |
| 1997–98      | «Калгарі Флеймс»        | НХЛ          | 1                | 0                | 0                | 0                | 0                | —       | —       | —       | —       | —       |
| 1998–99      | «Сент-Джон Флеймс»      | АХЛ          | 76               | 24               | 33               | 57               | 66               | 7       | 0       | 4       | 4       | 8       |
| 1999–00      | «Калгарі Флеймс»        | НХЛ          | 7                | 3                | 0                | 3                | 0                | —       | —       | —       | —       | —       |
| 1999–00      | «Сент-Джон Флеймс»      | АХЛ          | 68               | 20               | 21               | 41               | 88               | 3       | 0       | 0       | 0       | 24      |
| 2000–01      | «Сент-Джон Флеймс»      | АХЛ          | 55               | 21               | 30               | 51               | 26               | 19      | 15      | 8       | 23      | 10      |
| 2001–02      | «Сент-Луїс Блюз»        | НХЛ          | 52               | 5                | 7                | 12               | 26               | 1       | 0       | 0       | 0       | 2       |
| 2002–03      | «Сент-Луїс Блюз»        | НХЛ          | 3                | 0                | 0                | 0                | 0                | —       | —       | —       | —       | —       |
| 2002–03      | «Вустер Айскетс»        | АХЛ          | 72               | 23               | 38               | 61               | 79               | 3       | 2       | 0       | 2       | 0       |
| 2003–04      | «Вустер Айскетс»        | АХЛ          | 43               | 7                | 16               | 23               | 18               | —       | —       | —       | —       | —       |
| 2003–04      | «Манітоба Мус»          | АХЛ          | 12               | 4                | 2                | 6                | 10               | —       | —       | —       | —       | —       |
| 2004–05      | «Ак Барс»               | Росія        | 2                | 0                | 0                | 0                | 2                | —       | —       | —       | —       | —       |
| 2004–05      | «Сибір»                 | Росія        | 27               | 2                | 2                | 4                | 55               | —       | —       | —       | —       | —       |
| 2005–06      | «Сибір»                 | Росія        | 43               | 8                | 8                | 16               | 52               | 4       | 0       | 2       | 2       | 6       |
| 2006–07      | «Сибір»                 | Росія        | 48               | 13               | 11               | 24               | 70               | 7       | 1       | 0       | 1       | 6       |
| 2007–08      | «Сибір»                 | Росія        | 55               | 19               | 12               | 31               | 54               | —       | —       | —       | —       | —       |
| 2008–09      | «Сєвєрсталь»            | КХЛ          | 20               | 0                | 3                | 3                | 8                | —       | —       | —       | —       | —       |
| 2008–09      | СКА (Санкт-Петербург)   | КХЛ          | 5                | 0                | 1                | 1                | 2                | 3       | 0       | 0       | 0       | 0       |
| 2008–09      | ВМФ (Санкт-Петербург)   | Росія-2      | 2                | 0                | 1                | 1                | 4                | —       | —       | —       | —       | —       |
| 2009–10      | «Сокіл» (Київ)          | БЕЛ          | 29               | 11               | 21               | 32               | 58               | —       | —       | —       | —       | —       |
| 2009–10      | «Динамо» (Мінськ)       | КХЛ          | 23               | 7                | 3                | 10               | 4                | —       | —       | —       | —       | —       |
| 2010–11      | «Динамо» (Мінськ)       | КХЛ          | 37               | 8                | 9                | 17               | 12               | 5       | 0       | 0       | 0       | 2       |
| 2011–12      | «Донбас»                | ВХЛ          | 53               | 19               | 21               | 40               | 24               | 10      | 4       | 4       | 8       | 16      |
| 2012–13      | «Донбас»                | КХЛ          | 48               | 8                | 10               | 18               | 18               | —       | —       | —       | —       | —       |
| Усього в НХЛ | Усього в НХЛ            | Усього в НХЛ | 63               | 8                | 7                | 15               | 26               | 1       | 0       | 0       | 0       | 2       |
| Усього в КХЛ | Усього в КХЛ            | Усього в КХЛ | 133              | 24               | 26               | 50               | 44               | 8       | 0       | 0       | 0       | 2       |

### Збірна
| Рік                | Команда            | Турнір             | І  | Г | П  | О  | ШХ  |
| ------------------ | ------------------ | ------------------ | -- | - | -- | -- | --- |
| 2000               | Україна            | ЧС                 | 6  | 0 | 5  | 5  | 42  |
| 2002               | Україна            | ОІ                 | 2  | 1 | 0  | 1  | 14  |
| 2003               | Україна            | ЧС                 | 5  | 0 | 1  | 1  | 12  |
| 2004               | Україна            | ЧС                 | 6  | 0 | 1  | 1  | 18  |
| 2005               | Україна            | ЧС                 | 6  | 2 | 0  | 2  | 0   |
| 2008               | Україна            | ЧС-Д1              | 5  | 1 | 4  | 5  | 70  |
| 2009               | Україна            | ЧС-Д1              | 5  | 2 | 2  | 4  | 35  |
| 2010               | Україна            | ЧС-Д1              | 5  | 2 | 4  | 6  | 52  |
| Національна збірна | Національна збірна | Національна збірна | 40 | 8 | 17 | 25 | 243 |